# Parathyma hirona
Parathyma hirona är en fjärilsart som beskrevs av Matsumura 1939. Parathyma hirona ingår i släktet Parathyma och familjen praktfjärilar. Inga underarter finns listade i Catalogue of Life.